# Geréb Attila (színművész)
Geréb Attila (Kolozsvár, 1946. június 27. – Budapest, 2023. szeptember 1.) magyar színész, rendező.

## Életpályája
Színészként a marosvásárhelyi Szentgyörgyi István Színművészeti Intézetben diplomázott 1969-ben. Pályáját a Kolozsvári Állami Magyar Színházban kezdte. 
1976-ban áttelepült Magyarországra. Itt, először a Radnóti Színpadon és a Várszínházban lépett fel. 1979-től 1984-ig a József Attila Színház tagja volt, majd a Magyar Színkörhöz szerződött és 1988-ig a Jurta Színház tagja volt. Közben 1986-tól egy évadot a Népszínháznál töltött.
1988-tól szabadfoglalkozású színművész, később főleg rendezőként dolgozott.
Felesége: Kökössy Gabriella könyvtáros, az Országos Széchényi Könyvtár munkatársa volt. Ikerlányaik: Zsuzsanna és Katalin.

## Fontosabb színházi szerepei
- William Shakespeare: III. Richárd... Tyrrel
- Makszim Gorkij: Az öreg... Sztyepanics
- Eugène Labiche – Édouard Martin: Perrichon úr utazása... Joseph
- Giulio Scarnicci – Renzo Tarabusi: A csodák Nápolyban születnek... Mariano
- Bereményi Géza: Halmi vagy a tékozló fiú... Gyimesi, Kondor beosztottja
- Csurka István: LSD... II. Szenesember
- Fejes Endre: Rozsdatemető... Jani
- Herczeg Ferenc: Bizánc... Giovanni zsoldoskapitány
- Weöres Sándor: A kétfejű fenevad... Dzserdzsis janicsár aga; Lotharingiai Károly herceg; Korbách Farkas
- Németh László: A két Bolyai... Dósa Elek
- Kassák Lajos: Angyalföld... Csavargó
- Kolozsvári Papp László: Hazánk fiai... Fejér Pál
- Hernádi Gyula: Bajcsy-Zsilinszky Endre... Kállay Miklós
- Maróti Lajos: Érdemei elismerése mellett... Jerabek
- Müller Péter: Szemenszedett igazság... Moulin, a Kacér Patkány tulajdonosa
- Páskándi Géza: A vigéc... Kádas
- Páskándi Géza: A koronatanú... Clodiánus, fiatal főember, összeesküvő
- Páskándi Géza: Isten csalétkei... Lehmann kapitány
- Páskándi Géza: A rejtekhely... Danton
- Remenyik Zsigmond: Pokoli disznótor... Bíró
- Szabó József: Mécsfény... Arany János
- Száraz György: Ítéletidő... Axente
- Szerb Antal – Szűcs János – Kormos István: Éjféli lovas... Jones

## Rendezéseiből
- Bencsik Imre: Pillanatnyi pénzzavar (Jurta Színház)
- Fodor Sándor: Csipike, avagy a rettenetes Réz úr (Magyar Színkör)
- Göncz Árpád: Mérleg (Ruttkai Éva Színház)(Vörösmarty Színház, Székesfehérvár)
- Göncz Árpád: Rácsok (Ruttkai Éva Színház)

## Filmes és televíziós szerepei
- Megtörtént bűnügyek (1977) – Kontra Tamás
- Defekt (1977)
- Küszöbök (1978)
- Héroszok pokoljárása (1980) – Juszuf
- Mécsfény (1986) – Arany János
- Margarétás dal (1989)